# Bongsiel
Bongsiel (friesisch: Bongsiil, dänisch: Bongsil) ist ein Ort im Kreis Nordfriesland. Er gehört zur Gemeinde Ockholm und liegt östlich des Hauke-Haien-Koogs.

## Geographie
Bongsiel ist eine Häusergruppe in der Gemeinde Ockholm in dem gleichnamigen Koog. Der Wohnplatz liegt an einem Altarm des nach ihm benannten Bongsieler Kanals, der bis zum Zeitpunkt der Eindeichung des Hauke-Haien-Kooges das Wasser der Lecker- und Soholmer Au aufnahm und an dem gleichnamigen Siel in den Wattenmeerbereich entließ. Mit der Eindeichung des neuen Kooges wurde der Kanallauf wenige hundert Meter weiter nördlich in Nähe des Ortsteils Amtmannseck, einer Hofsiedlung, nach Westen verschwenkt und bei dem wiederum nach ihm benannten Schöpfwerk in den neuen Koog umgeleitet und in westlicher Richtung bis an den Landesschutzdeich beim Ortsteil Schlüttsiel verlängert.
Von Bongsiel zur Nordseeküste sind es etwa zwei Fahrtkilometer, bis zum Gemeindesitz Ockholm ebenfalls zwei Kilometer.

## Geschichte
Um 1735 wurde in Bongsiel ein Nordseehafen angelegt, der dem Warenverkehr zwischen den Niederlanden und Flensburg dienen sollte. Aufgrund des morastigen Hinterlandes verlor der Sielhafen aber rasch an Bedeutung, blieb jedoch der nächstgelegene Festlandshafen für mehrere Halligen, darunter Hooge, wohin bis 1959 Schiffe von Bongsiel verkehrten. Im Zuge der Eindeichung des westlich von Bongsiel gelegenen Gebietes und der Errichtung des Hauke-Haien-Koogs wurde der Hafen nach Schlüttsiel verlegt.
Die „Gaststätte Bongsiel – Dat swarte Peerd“ bestand ab 1902 als Gasthof. Seit einem Brand im Mai 2016 ist der Gasthof geschlossen. Zahlreiche bekannte Maler, darunter Emil Nolde, wohnten hier und hinterließen eine umfangreiche Sammlung an Bildern. 1979 traf sich dort der damalige Bundeskanzler Helmut Schmidt mit Vertretern der Nordfriesen zu politischen Gesprächen.

## Wirtschaft und Verkehr
In Bongsiel gibt es touristische Einrichtungen. Daneben wird Landwirtschaft betrieben. Die Kreisstraße 72 führt in Nord-Süd-Richtung durch den Ort. 